# 圣马丹勒勒
圣马丹勒勒（法語：Saint-Martin-l'Heureux，法語發音：[sɛ̃ maʁtɛ̃ løʁø]）是法国马恩省的一个市镇，位于该省北部，属于兰斯区。

## 地理
圣马丹勒勒（49°15'0"N, 4°24'22"E）面积13.66 平方千米，位于法国大東部大區马恩省，该省份为法国东北部内陆省份，北起阿登省，西北接埃纳省，西南接塞纳-马恩省，南至奥布省，东南接上马恩省，东临默兹省。
与圣马丹勒勒接壤的市镇（或旧市镇、城区）包括：栋特里安、蓬法韦热-莫龙维利耶、普罗讷、小圣伊莱尔、皮河畔圣苏普莱、沃德桑库尔。

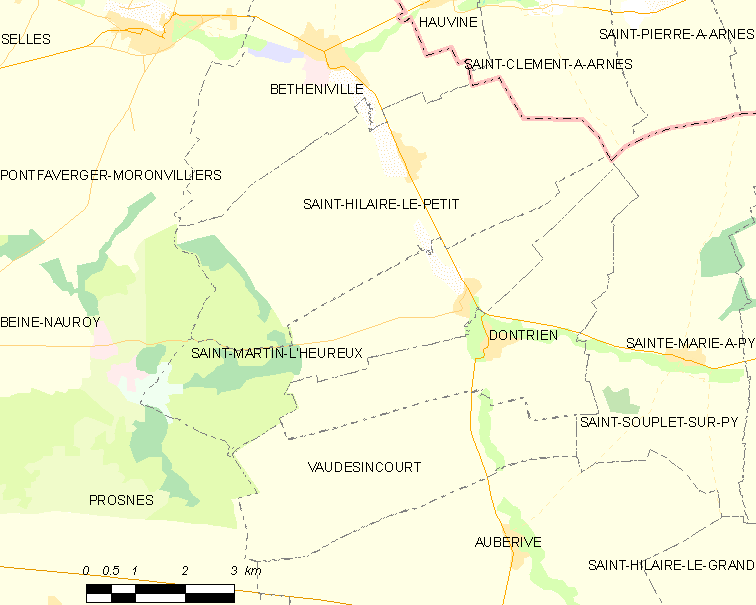
圣马丹勒勒的OSM定位图

圣马丹勒勒的时区为UTC+01:00、UTC+02:00（夏令时）。

## 行政
圣马丹勒勒的邮政编码为51490，INSEE市镇编码为51503。

## 政治
圣马丹勒勒所属的省级选区为穆尔默隆-韦勒-香槟山县。

## 人口

1962-2008年间圣马丹勒勒人口变化图示

圣马丹勒勒于2022年1月1日时的人口数量为91人。